# Вантино (Московская область)
Ва́нтино — деревня в Орехово-Зуевском муниципальном районе Московской области. Входит в состав сельского поселения Ильинское. Население — 90 чел. (2010).

## Расположение
Деревня Вантино расположена в юго-западной части Орехово-Зуевского района, примерно в 43 км к югу от города Орехово-Зуево. По северной окраине деревни протекает речка Рогозна, впадающая в реку Десну. Высота над уровнем моря 131 м.

## Название
Название связано с некалендарным личным именем Ванта.

## История
Впервые упоминается в писцовых книгах 1577-78 гг. как деревня Ивантина в составе Усмерского стана Коломенского уезда. Позднее название её зазвучало как Вантино. В 1926 году деревня являлась центром Вантиновского сельсовета Ильинской волости Егорьевского уезда Московской губернии.
До 2006 года Вантино входило в состав Ильинского сельского округа Орехово-Зуевского района.

## Население
В 1926 году в деревне проживало 540 человек (257 мужчин, 283 женщины), насчитывалось 112 хозяйств, из которых 111 было крестьянских. По переписи 2002 года — 109 человек (50 мужчин, 59 женщин).
| 1926 | 2002 | 2006 | 2010 |
| ---- | ---- | ---- | ---- |
| 540  | ↘109 | ↘94  | ↘90  |